# Plan départemental de prévention et de gestion des déchets non dangereux
Le Plan Départemental de Prévention et de Gestion des Déchets Non Dangereux ou PDPGDND est la nouvelle appellation des plans départementaux de gestion des déchets instaurés en 1992. Il fait référence à l'article L 541-14 du code de l'environnement, modifié par l'ordonnance n°2010-1579 du 17 décembre 2010 - art. 13, et remplace le PDEDMA (Plan Départemental d’Élimination des Déchets Ménagers et Assimilés).
Cette évolution fait écho au Grenelle de l'Environnement. Le terme d'"élimination", relativement péjoratif car évoquant des modes de traitement des déchets ultimes, est ainsi remplacé par les termes "prévention" et "gestion".
Validé par délibération du Conseil Général, ce document se compose de quatre phases, à savoir :
- Un état des lieux, qui recense les installations de gestion de déchets sur le territoire ainsi que les quantités de DMA produites,
- Une analyse des contraintes et opportunités, avec les forces et faiblesses de la gestion territoriale des déchets
- Des analyses multicritères et une présentation des scénarios envisageables détaillés (installations à mettre en œuvre etc.) pour répondre aux objectifs fixés précédemment
- Un approfondissement du scénario retenu, avec notamment une analyse des coûts des différentes filières

Le Plan fixe donc les grandes orientations en matière de gestion des déchets à l'échelle départementale et doit par ailleurs répondre aux objectifs du Grenelle (Diminution de la parts des déchets stockés ou incinéré, augmentation de la valorisation matière et organique, etc). 
Le plan une fois approuvé est valide pour une période de 12 ans, avec une révision au bout de 6 ans.